# 成为太阳的她

本书首次出版时的封面

《成为太阳的她》（英語：She Who Became the Sun），又译为《她成为了太阳》，为雪莱·帕克-陈于2021年发表的以14世纪朱重八掌权为背景的處女作奇幻小说。该小说入围2022年朗姆达文学奖跨性别类和2022年雨果獎最佳長篇小說。

## 简介
朱重八是一个贫困乡村中一户人家的儿子，一则预言称他将取得伟大的成就。然而，在一次土匪袭击导致村庄被毁，大部分家庭成员死亡后，他死于心碎。之后，他的妹妹以他的身份去佛教寺院学习，并开始策划她自己的生存和通往伟大的道路。

## 主题
这部小说涉及性别、性行为和流散等主题。在接受《南華早報》采访时，帕克-陈将这部小说描述为“对明朝开国皇帝崛起之路在酷儿方面的一种重新想象”“一个关于性别的有趣故事”并提及澳大利亚主流白人文化“有一种被视为理想的澳大利亚男性气质。这排除了所有其他类型的男性气质，尤其是酷儿男性气质和亚洲男性气质”。

## 反应
《今日美国》撰稿人艾略特·施雷尔评价这本书是“一次重要的处女作，拓展了我们对谁能成为英雄和恶棍的概念”，但它“情感范围有限”，因为“善良和同情的场景几乎不存在”。 利兹·伯克在《轨迹(杂志)》称这部小说是“宏大、史诗般的小说，充满了政治操纵、武装冲突和强烈的情感”，而且几乎没有其他小说“尝试过同样的重新想象，尤其酷儿方面的重新想象”。亚历克斯·布朗在《轨迹》撰稿评价“本书中的幻想元素没有其他史诗幻想中那么宏大”“其中的政治阴谋让《冰與火之歌》系列看起来像是儿童游戏”。李·曼德罗在Tor.com评价这本书“是由两位酷儿主人公强烈的、贪婪的、往往是非道德的欲望推动的，他们与性别和身体之间的复杂关系是这本书的核心”，这本小说“毫不犹豫地解决了帝国根基中令人痛苦的伦理难题”。《出版者周刊》写道，“尽管帕克-陈对人性的冷酷无情的看法让小说的中间部分陷入了困境，但她对性别认同的微妙探索和对身体自主性的深刻思考让这一幻想与众不同”。《每日星报(孟加拉国)》的亚米恩·穆塔基写道，这部小说“非常明显地是一个身份的故事：在一个不需要你的世界中塑造你自己的空间，并让这个空间成为你自己的空间，尽管别人认为你应该成为什么样的人”，认为这本书有一种阴沉、内省的基调，“不关心宏大的战斗和英雄时刻”。